# Lista elektrycznych zespołów trakcyjnych i wagonów eksploatowanych w Polsce
Lista pasażerskich elektrycznych zespołów trakcyjnych i wagonów elektrycznych eksploatowanych w Polsce w ruchu planowym.

## Pojazdy eksploatowane w ruchu planowym
| Seria            | Typ                                      | Nazwa handlowa   | Liczba wagonów | Producent                        | Lata budowy       | Zdjęcie | Użytkownicy | Liczba wyprodukowanych sztuk |
| ---------------- | ---------------------------------------- | ---------------- | -------------- | -------------------------------- | ----------------- | ------- | --- | ---------------------------- |
| EN57             | 999                                      |                  | 3              | Pafawag                          | 1961–1993         |         | PKP SKM Trójmiasto: 44 Polregio: 723 Koleje Dolnośląskie: 4 Koleje Mazowieckie: 186 Koleje Śląskie: 37 Koleje Wielkopolskie: 6 | 1429                         |
| EW60             | 6WE                                      |                  | 3              | Pafawag                          | 1990              |         | Koleje Mazowieckie: 2 | 2                            |
| EN61             | 14WE                                     |                  | 3              | Newag                            | 2005–2007         |         | SKM Warszawa: 4 Koleje Śląskie 4 Polregio: 1 Industrial Division                                                               | 9                            |
| EN62 EN62A       | 21WE 21WEa                               | Elf Elf II       | 3              | Pesa                             | 2012–2018         |         | Polregio: 6 Koleje Śląskie: 6                                                                                                  | 9                            |
| EN63 EN63A EN63B | 36WE 36WEa 36WEd 36WEdb                  | Impuls Impuls 2  | 3              | Newag                            | od 2013           |         | Polregio: 50 Koleje Śląskie: 6 Koleje Dolnośląskie: 6 Łódzka Kolej Aglomeracyjna: 14                                           | 65                           |
| EN64             | 40WE 40WEa                               | Acatus Plus      | 3              | Pesa                             | 2014–2016         |         | Polregio: 5 Koleje Małopolskie: 4                                                                                              | 9                            |
| EN71             | 999                                      |                  | 4              | Pafawag ZNTK (przebudowa)        | 1976 od 1984      |         | PKP SKM Trójmiasto: 13 Polregio: 36 Koleje Mazowieckie: 6 Koleje Śląskie: 2                                                    | 60                           |
| ED72             | 999                                      |                  | 4              | Pafawag                          | 1993–1997         |         | Polregio: 21 | 21                           |
| ED74             | 16WEk                                    | Bydgostia        | 4              | Pesa                             | 2007–2008         |         | PKP Intercity: 14 | 14                           |
| EN75 ER75        | 999                                      | FLIRT            | 4              | Stadler Polska                   | 2008              |         | Koleje Mazowieckie: 10 Koleje Śląskie: 4                                                                                       | 14                           |
| EN76 EN76A       | 22WE 22WEa 22WEb 22WEc 22WEd 22WEe 22WEf | Elf Elf II       | 4              | Pesa                             | od 2010           |         | Koleje Śląskie: 21 Koleje Mazowieckie: 16 Koleje Wielkopolskie: 22 Polregio: 8                                                 | 67                           |
| EN77             | 32WE                                     | Acatus II        | 4              | Pesa                             | 2010–2011         |         | Koleje Małopolskie: 5 | 5                            |
| ED78 EN78        | 31WE                                     | Impuls           | 4              | Newag                            | 2012–2018         |         | Koleje Dolnośląskie: 10 Koleje Małopolskie: 8 Polregio: 29 PKP SKM Trójmiasto: 2                                               | 50                           |
| EN79 EN90        | 45WE                                     | Impuls           | 5              | Newag                            | 2014–2020         |         | Koleje Małopolskie: 5 Koleje Mazowieckie: 12 Koleje Dolnośląskie: 11 Polregio: 10                                              | 38                           |
| EN81             | 308B                                     |                  | 1              | Pesa                             | 2005–2007         |         | Pesa: 4 Serwis Pojazdów Szynowych: 2 Polregio: 2                                                                               | 8                            |
| EN95             | 13WE                                     | Mazovia          | 4              | Pesa                             | 2004              |         | Warszawska Kolej Dojazdowa: 1                                                                                                  | 1                            |
| EN96 EN96A       | 34WE 34WEa                               | Elf Elf II       | 2              | Pesa                             | od 2011           |         | Polregio: 8 Koleje Śląskie: 4                                                                                                  | 10                           |
| EN97             | 33WE                                     |                  | 6              | Pesa                             | 2011–2012         |         | Warszawska Kolej Dojazdowa: 14                                                                                                 | 14                           |
| EN98             | 37WE 37WEa                               | Impuls Impuls II | 2              | Newag                            | 2014–2015 od 2020 |         | Polregio: 3 z 11 | 3 z 11                       |
| EN99             | 41WE                                     | Acatus Plus      | 2              | Pesa                             | 2014–2015         |         | Polregio: 4 | 4                            |
| EN100            | 39WE                                     |                  | 6              | Newag                            | 2014–2016         |         | Warszawska Kolej Dojazdowa: 6                                                                                                  | 6                            |
| ED160            | 160                                      | FLIRT³           | 8              | Stadler Polska                   | 2014–2015         |         | PKP Intercity: 32 | 32                           |
| ER160            | L-4423                                   | FLIRT³           | 5              | Stadler Polska                   | 2019–2023         |         | Koleje Mazowieckie: 61 | 61                           |
| ED161            | 43WE                                     | Dart             | 8              | Pesa                             | 2014–2015         |         | PKP Intercity: 20 | 20                           |
| ED250            | EMU250                                   | Pendolino        | 7              | Alstom                           | 2012–2015         |         | PKP Intercity: 20 | 20                           |
| 999              | 19WE                                     |                  | 4              | Newag                            | 2008–2010         |         | SKM Warszawa: 4 | 4                            |
| 999              | 27WE 27WEb                               | Elf              | 6              | Pesa                             | 2011–2013         |         | SKM Warszawa: 13 Koleje Śląskie: 6                                                                                             | 19                           |
| 999              | 35WE                                     | Impuls           | 6              | Newag                            | 2011–2013         |         | SKM Warszawa: 9 Koleje Śląskie: 1                                                                                              | 10                           |
| 999              | 48WE 48WEb                               | Elf II           | 5              | Pesa                             | od 2019           |         | Koleje Wielkopolskie: 12 z 15                                                                                                  | 12 z 15                      |
| 999              | 999                                      | FLIRT³           | 2              | Stadler Polska                   | 2013–2015         |         | Łódzka Kolej Aglomeracyjna: 20                                                                                                 | 20                           |
| 81               | 999                                      |                  | 6              | Mietrowagonmasz Wagonmasz        | 1989–2009         |         | Metro Warszawskie: 22 | 22                           |
| 999              | 999                                      | Metropolis       | 6              | Alstom Transporte Alstom Konstal | 2000–2005         |         | Metro Warszawskie: 18 | 18                           |
| 999              | 999                                      | Inspiro          | 6              | Siemens Newag                    | 2012–2014         |         | Metro Warszawskie: 35 | 35                           |
| 999              | 999                                      | Varsovia         | 6              | Škoda                            | od 2021           |         | Metro Warszawskie: 28 z 37 | 28                           |

### Zespoły trakcyjne z napędem hybrydowym
Hybrydowe zespoły trakcyjne eksploatowane w Polsce są pojazdami dwunapędowymi wyposażonymi w silnik elektryczny pobierający standardowo prąd z sieci trakcyjnej przy pomocy pantografu i silnik spalinowy, dzięki którym mogą kursować po niezelektryfikowanych szlakach kolejowych. 
| Seria | Typ          | Nazwa handlowa | Liczba wagonów | Producent                                 | Lata budowy | Zdjęcie | Użytkownicy                                                       | Liczba wyprodukowanych sztuk |
| ----- | ------------ | -------------- | -------------- | ----------------------------------------- | ----------- | ------- | ----------------------------------------------------------------- | ---------------------------- |
| EN63H | 36WEh 36WEha | Impuls 2       | 3              | Newag                                     | od 2020     |         | Polregio: 12 Koleje Dolnośląskie: 6 Łódzka Kolej Aglomeracyjna: 5 | 28                           |
|       | 227M         | Plus           | 2              | H. Cegielski – Fabryka Pojazdów Szynowych | 2023        |         | Polregio: 1                                                       | 1                            |
|       | 228M         | Plus           | 3              | H. Cegielski – Fabryka Pojazdów Szynowych | 2023        |         | Polregio: 1                                                       | 1                            |

## Pojazdy wycofane z eksploatacji
| Seria    | Liczba wagonów | Producent                                                                                      | Lata budowy | Zakończenie eksploatacji | Zdjęcie | Użytkownik                                                          | Liczba sztuk |               |
| -------- | -------------- | ---------------------------------------------------------------------------------------------- | ----------- | ------------------------ | ------- | ------------------------------------------------------------------- | ------------ | ------------- |
| Wittfeld | 2              | Breslauer Aktiengesellschaft für Eisenbahn – Waggenbau und Maschinenbau – Anstalt inni         | 1907–1914   | 1952                     |         | PKP                                                                 | 20           | [ 81 ]        |
| EW51     | 3              | LRL Sanok H. Cegielski                                                                         | 1936–1939   | 1979                     |         | PKP                                                                 | 76           | [ 82 ] [ 83 ] |
| EW52     | 3              | Waggonbau Görlitz (odbudowa)                                                                   | 1953–1954   | 1978                     |         | PKP                                                                 | 10           | [ 82 ] [ 83 ] |
| EW53     | 3              | Pafawag                                                                                        | 1954–1956   | 1985                     |         | PKP                                                                 | 20           | [ 84 ]        |
| EW54     | 3              | ASEA                                                                                           | 1950–1952   | 1980                     |         | PKP                                                                 | 44           | [ 85 ]        |
| EW55     | 3              | Pafawag                                                                                        | 1958–1962   | 1995                     |         | PKP                                                                 | 72           | [ 86 ]        |
| EN56     | 3              | Waggonbau Görlitz                                                                              | 1955–1957   | 1984                     |         | PKP                                                                 | 36           | [ 87 ]        |
| EW58     | 3              | Pafawag                                                                                        | 1974–1980   | 2015                     |         | PKP SKM Trójmiasto                                                  | 28           | [ 88 ]        |
| ED59     | 3              | Pesa                                                                                           | 2006        | 2016                     |         | Przewozy Regionalne (dzisiejsze Polregio)                           | 1            | [ 89 ]        |
| ED70     | 4              | Waggonbau Görlitz                                                                              | 1957        | 1977                     |         | PKP                                                                 | 2            | [ 90 ]        |
| ED73     | 4              | Adtranz Pafawag                                                                                | 1997        | 2019                     |         | Przewozy Regionalne (dzisiejsze Polregio)                           | 1            | [ 91 ]        |
| EN80     | 1              | English Electric Konstal Chorzów (produkcja i odbudowa)                                        | 1927 1948   | 1972                     |         | Warszawska Kolej Dojazdowa (kiedyś Elektryczna Kolej Dojazdowa EKD) | 20           | [ 92 ]        |
| EW90     | 2              | AEG, DMV, O&K, SSW (produkcja w latach 1928-1933) ZNTK Lubań (odbudowa) ZNTK Gdańsk (odbudowa) | 1951–1957   | 1976                     |         | PKP SKM Trójmiasto                                                  | 54           | [ 93 ]        |
| EW91     | 2              | AEG, O&K, WEG, SSW (produkcja w latach 1938-1941) ZNTK Gdańsk (odbudowa)                       | 1957–1961   | 1976                     |         | PKP SKM Trójmiasto                                                  | 20           | [ 94 ]        |
| EW92     | 2              | AEG, O&K, WEG, SSW (produkcja w 1936 r. ZNTK Gdańsk (odbudowa)                                 | 1961–1963   | 1976                     |         | PKP SKM Trójmiasto                                                  | 6            | [ 94 ]        |
| EN94     | 2              | Pafawag                                                                                        | 1968–1972   | 2016                     |         | Warszawska Kolej Dojazdowa                                          | 40           | [ 95 ] [ 96 ] |

## Nieeksploatowane prototypy
| Seria | Typ  | Nazwa handlowa | Liczba wagonów | Producent | Lata budowy | Zakończenie eksploatacji | Zdjęcie |               |
| ----- | ---- | -------------- | -------------- | --------- | ----------- | ------------------------ | ------- | ------------- |
| ED74  | 16WE | Acatus         | 4              | Pesa      | 2006        | 2006                     |         | [ 97 ]        |
| 99    | 20WE |                | 6              | Newag     | 2009        | 2009                     |         | [ 98 ] [ 99 ] |